# 리 웨스트우드

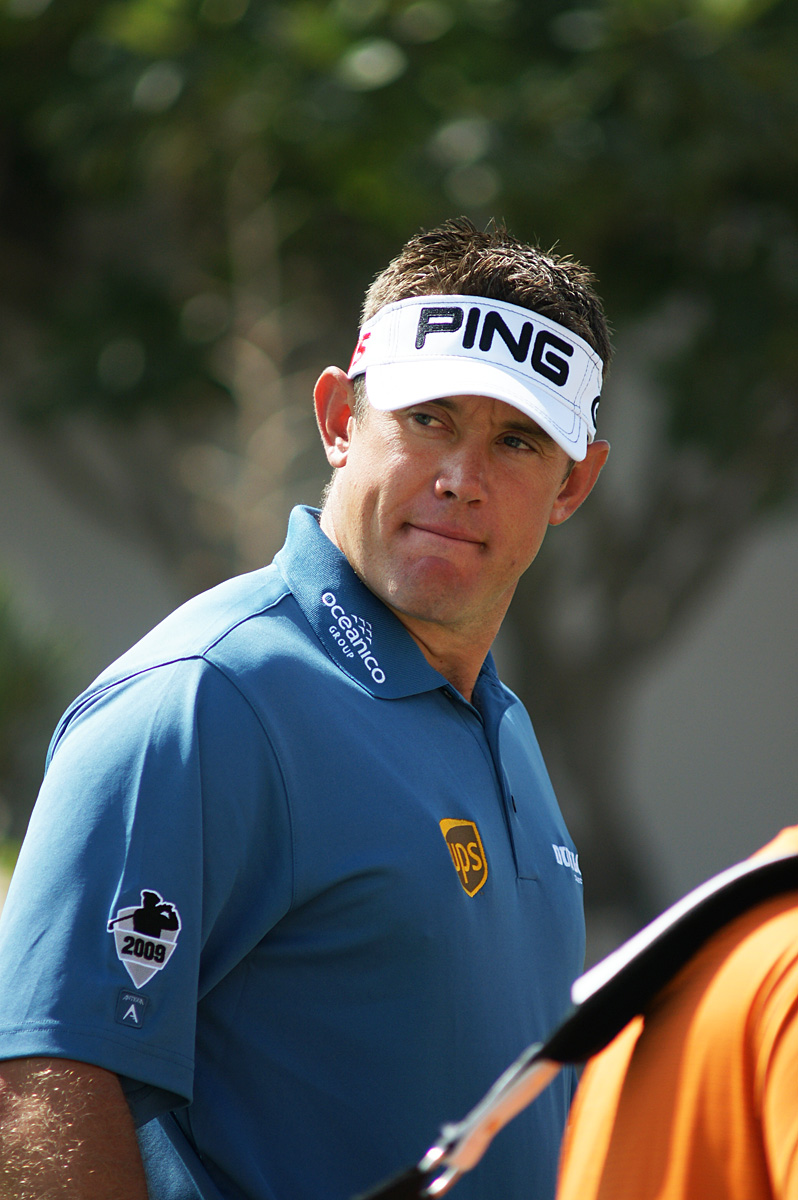
리 웨스트우드 (2010년)

리 웨스트우드(영어: Lee Westwood, OBE, 1973년 4월 24일 ~ )는 잉글랜드의 골프 선수이다.

## 서훈
- 2011년 대영 제국 훈장 4등급(OBE) 수훈[1]